# 5. december
5. december je 339. dan leta (340. v prestopnih letih) v gregorijanskem koledarju. Ostaja še 26 dni.

## Dogodki
- 1484 – papež Inocenc VIII. izda bulo Summis desiderantes, s katero inkviziciji naloži preganjanje čarovništva v Nemčiji; uvod v enega od najhujših lovov na čarovnice v evropski zgodovini
- 1492 – Krištof Kolumb postane prvi Evropejec, ki stopi na otok Hispaniola
- 1560 – Franc II. Francoski umre; nasledi ga Karel IX.
- 1590 – Niccolò Sfondrati postane papež Gregor XIV.
- 1766 – prva dražba londonske hiše Christie's
- 1848 – objavljena novica o najdbi zlata v Kaliforniji sproži zlato mrzlico
- 1925 – Ljubljana dobi izmenični električni tok
- 1926 – premiera Eisensteinovega filma Oklepnica Potemkin
- 1929 – razpuščena telovadna organizacija Orel
- 1933 – odpravljena prohibicija v ZDA
- 1941 – začetek sovjetske ofenzive pri Moskvi
- 1942 – avstalsko-ameriške enote zasedejo Gono in severno obalo Nove Gvineje
- 1945 – Let 19: eskadrilja petih ameriških bombnikov TBF Avenger izgine v Bermudskem trikotniku
- 1955 – ameriška sindikata American Federation of Labor in Congress of Industrial Organizations se združita v AFL-CIO
- 1974 – BBC 2 predvaja zadnjo epizodo Letečega cirkusa Montyja Pythona
- 1978 – Sovjetska zveza in Afganistan podpišeta pogodbo o prijateljstvu

## Rojstva
- 1443 – Julij II., papež italijanskega rodu († 1513)
- 1782 – Martin Van Buren, ameriški predsednik († 1862)
- 1797 – Eugène Soubeiran, francoski znanstvenik († 1859)
- 1867 – Józef Piłsudski, poljski maršal, politik († 1935)
- 1870 – Vítězslav Novák, češki skladatelj († 1949)
- 1890 – Fritz Lang, avstrijsko-ameriški filmski režiser († 1976)
- 1891 – Aleksander Mihajlovič Rodčenko, ruski slikar, kipar, oblikovalec, fotograf († 1956)
- 1901:
  - Walt Disney, ameriški animator († 1966)
  - Werner Karl Heisenberg, nemški fizik, filozof, nobelovec 1932 († 1976)
- 1907 – Lin Biao, kitajski general in politik († 1971)
- 1912 – Šokiči Kinošita - Keisuke Kinošita, japonski filmski režiser († 1998)
- 1914 – Hans Hellmut Kirst, nemški pisatelj († 1989)
- 1916 – Ernest Aljančič starejši, slovenski hokejist, trener († 2006)
- 1921 – Božidar Kantušer, slovenski skladatelj, († 1999)
- 1927 – Bhumibol Adulyadej, tajski kralj († 2016)
- 1932:
  - Sheldon Lee Glashow, ameriški fizik, nobelovec 1979
  - Little Richard, ameriški pevec
- 1940 – Niko Grafenauer, slovenski pesnik, esejist, prevajalec
- 1946 – Jose Carreras, španski operni pevec
- 2000 – Medard Brezovnik, slovenski smučarski skakalec

## Smrti
- 532 – Sabas, palestinski krščanski menih (* 439)
- 681 – Ašina Funian, kagan Vzhodnega turškega kaganata (* ni znano)
- 749 – sveti Janez Damaščan, bizantinsko-sirski teolog, učenjak, pesnik, glasbenik in cerkveni oče (* 676)
- 1082 – Rajmond Berengar II., barcelonski grof (* 1053)
- 1083 – Sundžong, 12. korejski kralj dinastije Gorjeo (* 1047)
- 1112 – Tankred, italonormanski križar, galilejski knez (* 1072)
- 1242 – Al-Mustansir, abasidski kalif (* 1192)
- 1244 – Ivana Flandrijska, grofica Flandrije in Hainauta (* 1194)
- 1267 – Hugo II., ciprski kralj (* 1253)
- 1355 – Ivan III., brabantski vojvoda (* 1300)
- 1560 – Franc II., francoski kralj (* 1544)
- 1576 – Georg Joachim Rheticus, avstrijski astronom, matematik (* 1514)
- 1791 – Wolfgang Amadeus Mozart, avstrijski skladatelj (* 1756)
- 1834 – Thomas Pringle, južnoafriški pesnik škotskega rodu (* 1789)
- 1870 – Alexandre Dumas, francoski pisatelj (* 1802)
- 1923 – Edward Martyn, irski dramatik (* 1859)
- 1925 – Władisław Stanisław Reymont, poljski pisatelj, nobelovec 1924 (* 1867)
- 1940 – Jan Kubelík, češki violinist, skladatelj (* 1880)
- 1950 – Aurobindo Ghose, indijski nacionalist, učenjak, filozof (* 1872)
- 1963 – Karl Amadeus Hartmann, nemški skladatelj (* 1905)
- 1973 – sir Robert Alexander Watson-Watt, škotski fizik (* 1892)
- 1973 – Vojeslav Mole, slovenski umetnostni zgodovinar (* 1886)
- 1986 – Seymour Lipton, ameriški kipar (* 1903)
- 2006 – David Bronštejn, ukrajinski šahist (* 1924)
- 2013 – Nelson Mandela,  južnoafriški politik in državnik, borec proti apartheidu, nobelovec 1993 (* 1918)
- 2020 – Tadej Hrušovar, pevec skupine Pepel in Kri (*1947)

## Prazniki in obredi
- svetovni dan prostovoljcev